# Gooik-Geraardsbergen-Gooik
La Gooik-Geraardsbergen-Gooik es una carrera ciclista femenina belga. Se desarrolla por las provincias de Brabante Flamenco y la Provincia de Flandes Oriental sobre un recorrido de 135 km.
Se creó en 2011 en como competencia de categoría 1.2 del calendario internacional femenino de la UCI y a partir del año 2014, pasó a ser una carrera de categoría 1.1.

## Palmarés
| Año  | Ganador          | Segundo             | Tercero                   |           |
| ---- | ---------------- | ------------------- | ------------------------- | --------- |
| 2011 | Marianne Vos     | Marieke van Wanroij | Amy Pieters               |           |
| 2012 | Liesbet de Vocht | Sharon Laws         | Elisa Longo Borghini      |           |
| 2013 | Emma Johansson   | Maaike Polspoel     | Iris Slappendel           |           |
| 2014 | Marianne Vos     | Emma Johansson      | Elisa Longo Borghini      |           |
| 2015 | Gracie Elvin     | Ellen van Dijk      | Mayuko Hagiwara           |           |
| 2016 | Gracie Elvin     | Lotte Kopecky       | Élise Delzenne            |           |
| 2017 | Marianne Vos     | Ellen van Dijk      | Maria Giulia Confalonieri |           |
| 2018 | Sarah Roy        | Gracie Elvin        | Elisa Balsamo             |           |
| 2019 | cancelada        | cancelada           | cancelada                 | cancelada |

## Palmarés por países
| País         | Victorias |
| ------------ | --------- |
| Países Bajos | 3         |
| Australia    | 3         |
| Bélgica      | 1         |
| Suecia       | 1         |